# Candes-Saint-Martin
Candes-Saint-Martin (lateinisch Candia Sanctus Martinus) ist eine französische Gemeinde mit 182 Einwohnern (Stand 1. Januar 2022) im Département Indre-et-Loire in der Region Centre-Val de Loire. Die Gemeinde mit ihrer Wallfahrtskirche Saint-Martin ist als eines von 
Les Plus Beaux Villages de France (schönsten Dörfern Frankreichs) klassifiziert. Das Gemeindegebiet ist Bestandteil des Regionalen Naturparks Loire-Anjou-Touraine.
Candes-Saint-Martin ist die westlichste Gemeinde des Départements Indre-et-Loire. Sie liegt an der Mündung der Vienne in die Loire und ist ein freundlicher, in hellem Kalktuff „gekleideter“ Ort mit alten Häusern, der mit dem heiligen Martin von Tours verbunden ist. Zu Lebzeiten gründete Martin hier eine Kirche zu Ehren des hl. Mauritius und suchte Entspannung im örtlichen Kloster.

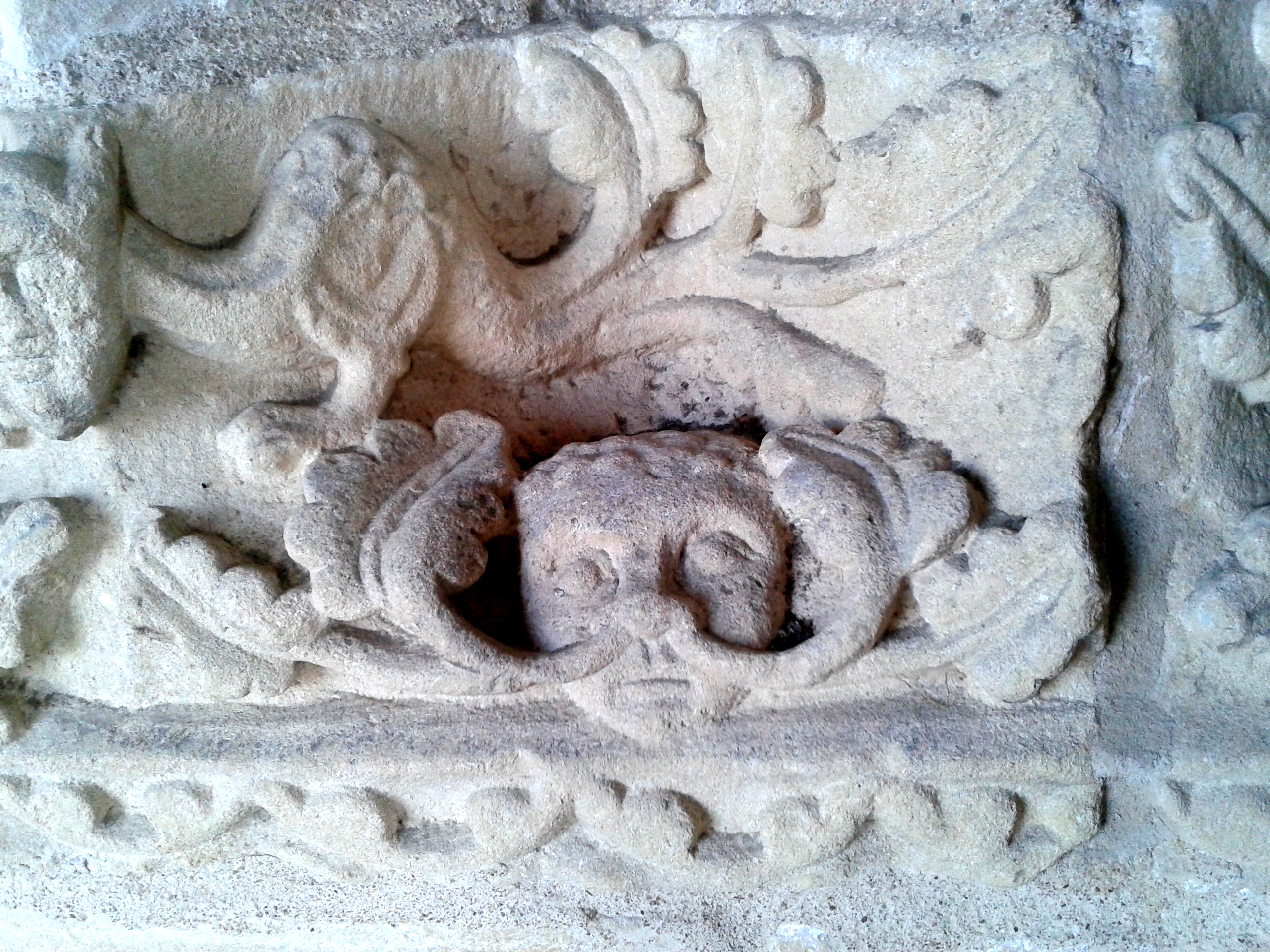
Kirche Saint Martin Portal mit Green Man (Blattmaske)

## Bevölkerungsentwicklung
| Jahr                       | 1962 | 1968 | 1975 | 1982 | 1990 | 1999 | 2008 | 2018 |
| Einwohner                  | 294  | 264  | 269  | 268  | 244  | 227  | 221  | 185  |
| Quellen: Cassini und INSEE |      |      |      |      |      |      |      |      |

## Wallfahrtskirche Saint-Martin
In Candes erhebt sich heute an der Stelle des Sterbehauses die Wallfahrtskirche Saint-Martin. Aufgrund der Architektur, der skulpturellen Ausstattung und der Ikonografie konnte Sara Lutan nachweisen, dass die Kirche um 1180 von König Heinrich II. von England, der damals die Gegend beherrschte, gestiftet wurde. Errichtet wurde sie am Ende des 12. und zu Beginn des 13. Jahrhunderts.

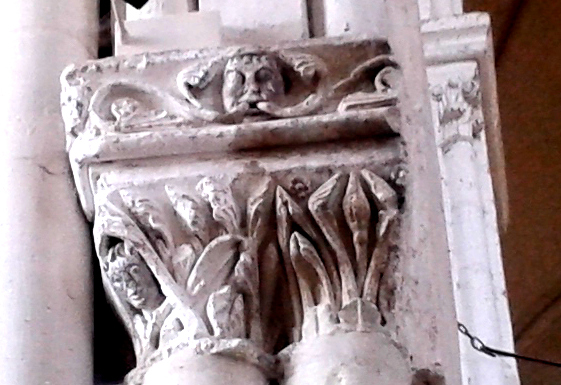
Candes-Saint-Martin Green Man Pfeiler (Blattmasken treten häufig im Mittelalter in Kirchenbauten in England auf)

 Mit ihren Zinnen und Pechnasen aus dem 15. Jahrhundert vermittelt sie den Eindruck einer Festung. Die einschiffige Martinskapelle an der Nordseite des Chorjoches, von der aus die Kirche weiter wuchs, soll die Stelle des Sterbelagers bezeichnen.
Die Fassade der Nordseite und die Vorhalle mit einer Michaelskapelle im Obergeschoss gehört zu den architektonischen Glanzstücken der Kirche. Drei Säulenreihen beleben die Fassade. Der Figurenschmuck (Apostel und Heilige) ist nur in der obersten Reihe vollständig, die mittlere hat gar keinen, und in der untersten Reihe sind die Figuren nur zum Teil ausgeführt. Im Inneren der Vorhalle stützt eine Mittelsäule das Rippengewölbe. Rechts und links des reich skulpturierten Kirchenportals befinden sich Heiligenfiguren in den Zwischenräumen einer Säulenarchitektur.
Das auffällig sorgfältig ausgeführte, wirkungsvolle Langhaus lässt Anregungen aus den großen Kirchen von Le Mans, Bourges und Tours erkennen. Insgesamt gilt der Stil des Kirchenbauwerkes, der bei der Überarbeitung des Kirchenschiffes und des Portalvorbaus gefunden wurde, als Beispiel für die Lebenskraft der Kunst Westfrankreichs in der ersten Hälfte des 13. Jahrhunderts.

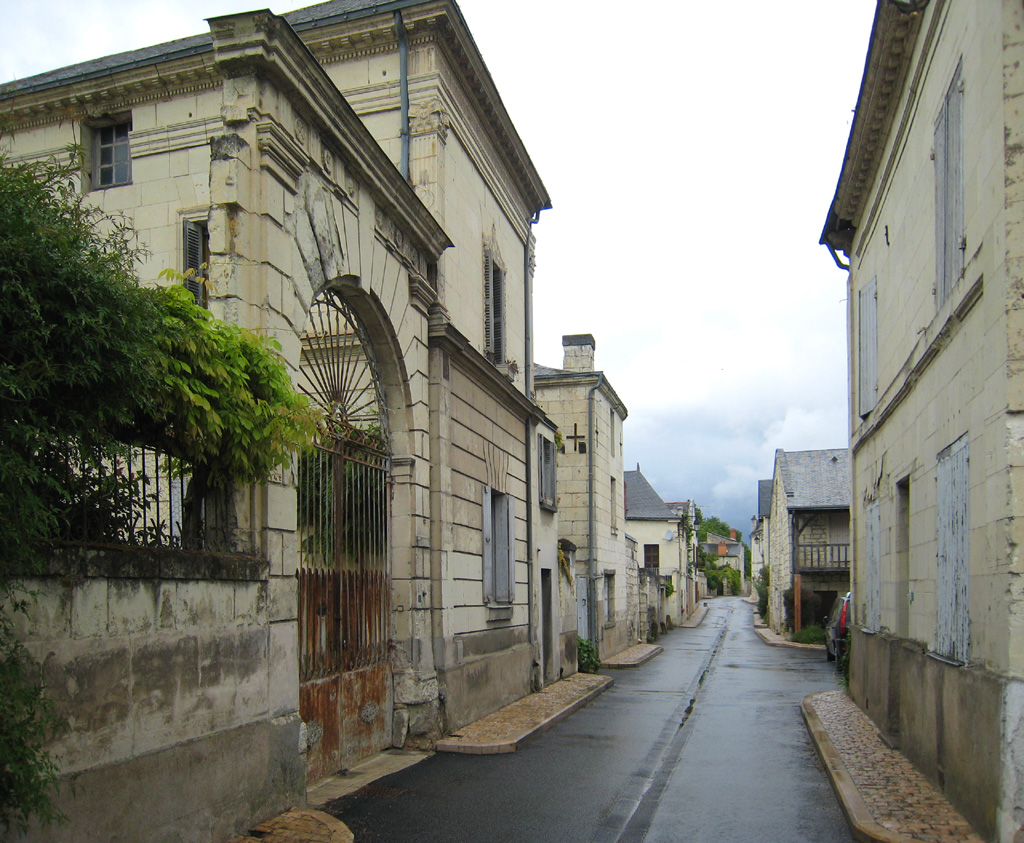
Durchgangsstraße
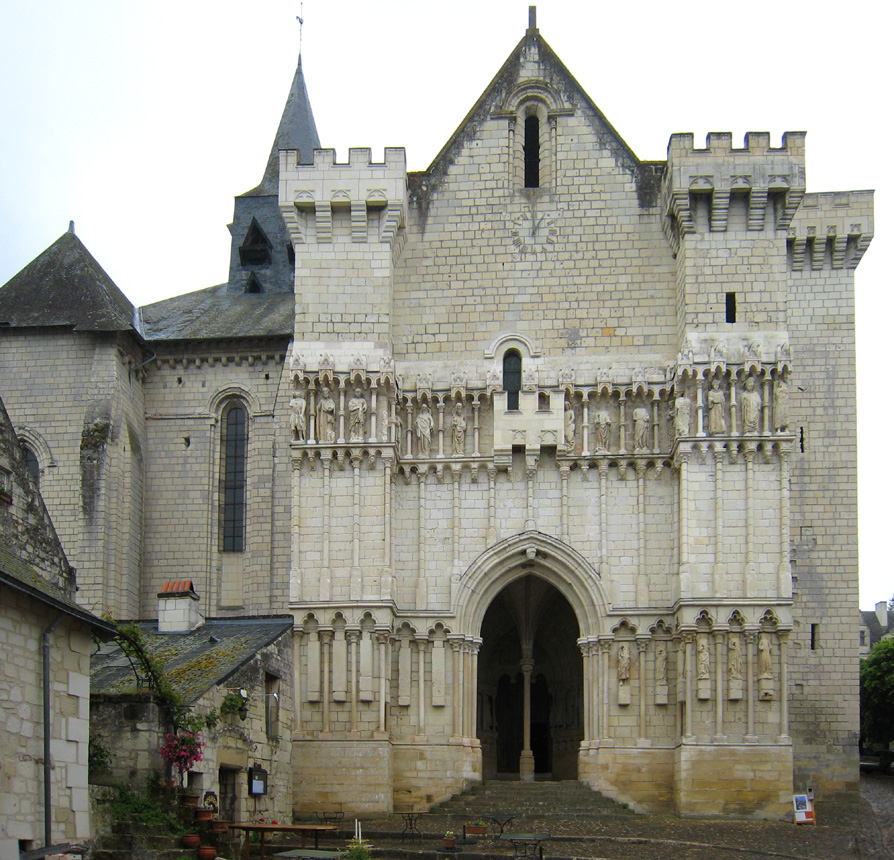
Saint-Martin – Eingangsseite
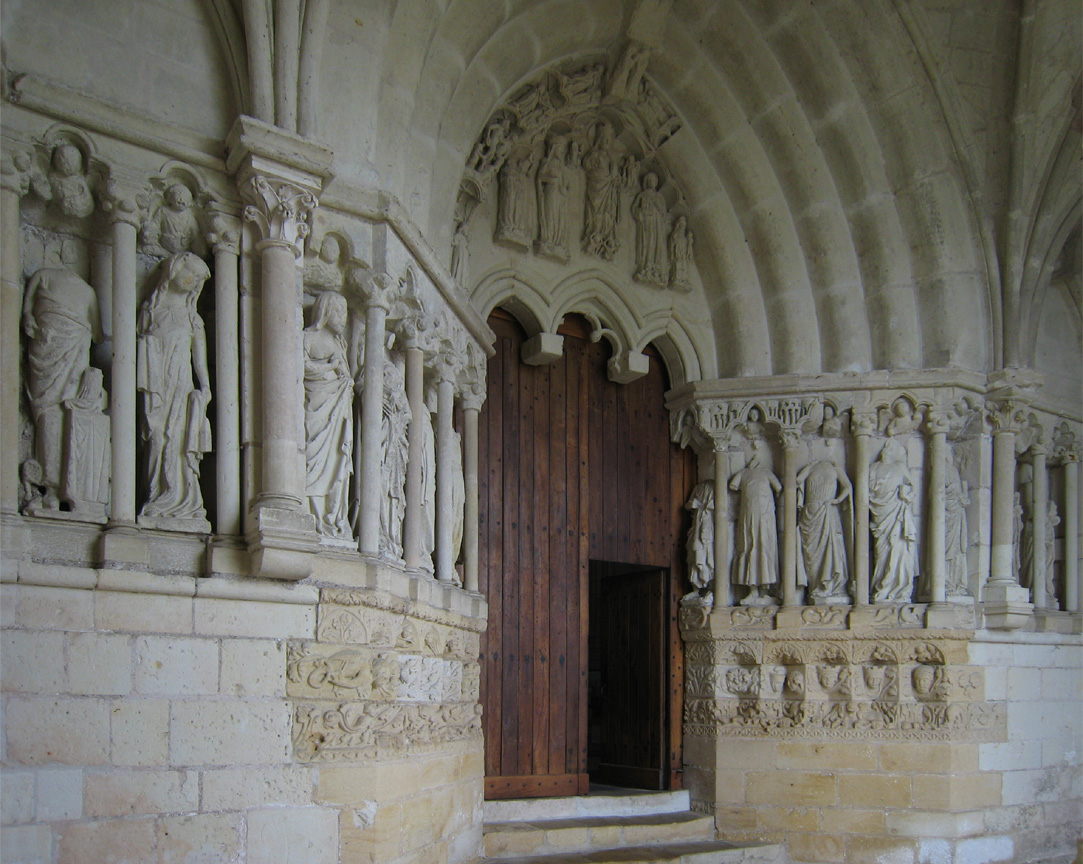
Saint-Martin – Portal
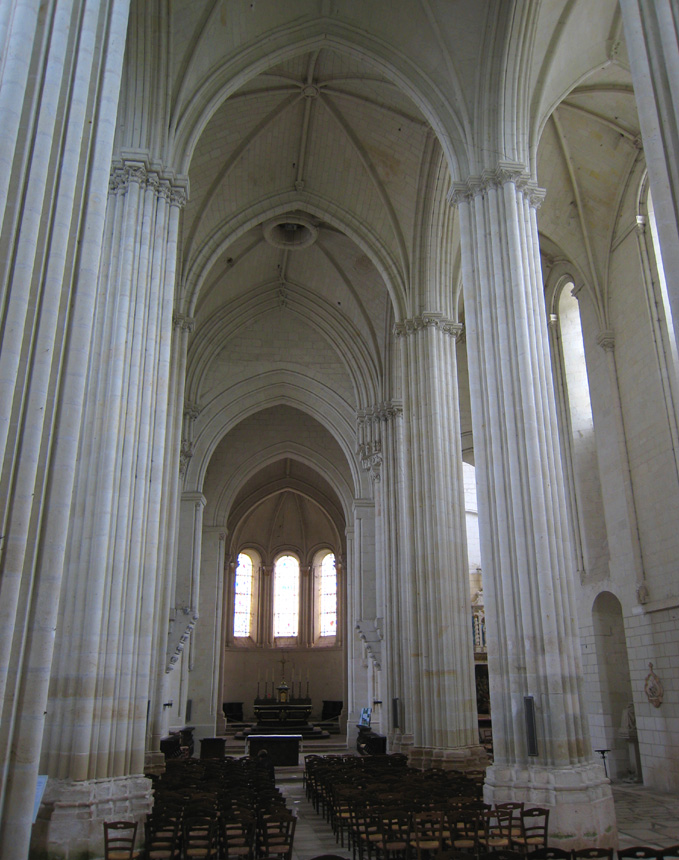
Saint-Martin – Innenraum

## Persönlichkeiten
- Stéphan de Montsoreau (* ca. 1080, † 1130), Sohn des Walter von Montsoreau und dessen Frau Hersendis von Champagne, der eigentlichen Gründerin der Abtei Fontevrault, war in Saint-Martin Kanoniker, ehe er Archidiakon in Tours und Legat des Heiligen Stuhls wurde.